# Залесье (Волховский район)
Зале́сье — деревня в Вындиноостровском сельском поселении Волховского района Ленинградской области.

## История
Впервые упоминается в Писцовой книге Водской пятины 1500 года как деревня Заполье Залесье  в Михайловском на Пороге погосте Ладожского уезда.
Затем деревня Залесье упоминается на карте Санкт-Петербургской губернии 1792 года А. М. Вильбрехта.
На карте Санкт-Петербургской губернии Ф. Ф. Шуберта 1834 года обозначена деревня Залесье, состоящая из 24 крестьянских дворов.

ЗАЛЕСЬЕ — деревня принадлежит Казённому ведомству, число жителей по ревизии: 63 м. п., 65 ж. п. (1838 год)

На карте профессора С. С. Куторги 1852 года отмечена деревня Залесье из 24 дворов.

ЗАЛЕСЬЕ — деревня Ведомства государственного имущества, по просёлочной дороге, число дворов — 26, число душ — 79 м. п. (1856 год)

ЗАЛЕСЬЕ — деревня казённая при колодцах, число дворов — 26, число жителей: 78 м. п., 78 ж. п. (1862 год)

В конце XIX — начале XX века деревня административно относилась к Глажевской волости 1-го стана Новоладожского уезда Санкт-Петербургской губернии.
По данным «Памятной книжки Санкт-Петербургской губернии» за 1905 год деревня называлась Залисье и входила в Залисское сельское общество.
Согласно военно-топографической карте Петроградской и Новгородской губерний издания 1915 года в деревня называлась Залесье, в ней была ветряная мельница.
С 1917 по 1923 год деревня Залесье входила в состав Залесского сельсовета Глажевской волости Новоладожского уезда.
С 1923 года в составе Чернецкого сельсовета Пролетарской волости Волховского уезда.
С 1924 года в составе Вольковского сельсовета.
Согласно данным переписи населения СССР 1926 года в деревне Залесье проживали 239 человек — все русские.
С 1927 года в составе Волховского района.
В 1928 году население деревни Залесье составляло 240 человек.
По данным 1933 года деревня Залесье входила в состав Вольковского сельсовета Волховского района.

План деревни Залесье. 1941 год

Согласно топографической карте РККА 1941 года деревня насчитывала 56 дворов.
В 1958 году население деревни Залесье составляло 53 человека.
С 1960 года в составе Волховского сельсовета.
По данным 1966, 1973 и 1990 годов деревня Залесье также входила в состав Волховского сельсовета.
В 1997 году в деревне Залесье Вындиноостровской волости проживали 2 человека, в 2002 году — 5 человек (русские — 80 %).
В 2007 году в деревне Залесье Вындиноостровского СП не было постоянного населения.

## География
Деревня расположена в юго-западной части района на автодороге 41К-396 (Заднево — Хотово).
Расстояние до административного центра поселения — 21 км.
Расстояние до ближайшей железнодорожной станции Пупышево — 11 км.
Близ деревни протекает ручей Медвежий.

## Демография
| 1862 | 2002 | 2007 | 2010 | 2017 |
| ---- | ---- | ---- | ---- | ---- |
| 156  | ↘5   | ↘0   | →0   | ↗1   |

### Национальный состав
Согласно данным Всероссийской переписи населения 2021 года в деревне проживали 5 человек, все русские.